# Крёстный отец (коктейль)
«Крёстный отец» (англ. Godfather) — алкогольный коктейль состоящий из скотча и амаретто. Является «близким родственником» коктейля «Крёстная мать». Входит в число официальных коктейлей Международной ассоциации барменов (IBA), категория «Современная классика» (англ. Contemporary classics).

## Состав
- Шотландский виски 35 мл
- Амаретто 35 мл
- Лёд

Бокал олд-фешн наполняют льдом, заливают виски и миндальный ликёр, после чего коктейль аккуратно перемешивают.

## История
Как это часто бывает, точно происхождение этого коктейля неизвестно. Он стал известен незадолго до выхода одноимённого фильма. Согласно легенде, этот коктейль предпочитал другим известный киноактёр Марлон Брандо, сыгравший одну из главных ролей в киносаге «Крёстный отец». Также, возможно этот коктейль назвали так потому, что в его состав входит итальянский ликёр амаретто.

## Вариации
Disaronno рекомендует соотношение амаретто к виски 1: 2 - 25 мл амаретто к 50 мл виски.